# Węglan potasu
Węglan potasu, K
2CO
3 – nieorganiczny związek chemiczny, sól potasowa kwasu węglowego.
W temperaturze pokojowej jest to białe ciało krystaliczne, dobrze rozpuszczalne w wodzie, o temperaturze topnienia 891–899 °C.
Tworzy hydraty, ma właściwości higroskopijne. W roztworach wodnych hydrolizuje, w wyniku czego mają one silnie zasadowy odczyn (pH 11,6). Pod wpływem kwasów ulega rozkładowi, wydzielając dwutlenek węgla:
K
2CO
3 + 2HCl → 2KCl + CO
2 + H
2O
Znany jest od czasów antycznych jako potaż, uzyskiwany z popiołu drzewnego. Współcześnie otrzymywany jest przemysłowo głównie przez wprowadzanie dwutlenku węgla do wodnego roztworu wodorotlenku potasu (uzyskiwanego w wyniku elektrolizy roztworu KCl):
2KOH + CO
2 → K
2CO
3 + H
2O
Stosuje się go w przemyśle szklarskim, ceramicznym, do produkcji środków piorących, w fotografii, do otrzymywania innych związków potasu.